# Cevallia sinuata
Cevallia es un género monotípico con una especie de planta fanerógama perteneciente a la familia Loasaceae.  Su única especie.  Cevallia sinuata es originaria de México, donde se encuentra en el Estado de Hidalgo.

## Taxonomía
Cevallia sinuata fue descrita por Mariano Lagasca  y publicado en Variedades de Ciencias, Literatura y Artes 2(4): 36. 1805
Sinonimia
- Cevallia albicans Gand.
- Petalanthera hispida Nutt.	[2]